# جعفر بن محمد رباط
جعفر بن محمد رباطیا جعفر بن محمد بن اسحاق بن رباط بجلی کوفی، (سال تولد ۲۵۵ ق، ۲۴۸ ش، ۸۶۹ میلادی - مرگ ۳۲۹ ق، ۳۲۰ ش، ۹۴۱ میلادی) فقیه و محدث سرشناس شیعه است.
از جعفر بن محمد رباط نقل شده است که «اگر مردی ذمی اسلام بیاورد و پدرش زنده باشد و فرزندانی دیگر غیر از او داشته باشد، سپس پدر او بمیرد، فرزند مسلمان او همه مال او را به ارث خواهد برد و دیگر فرزندان و همسر او با وجود آن وارث مسلمان، از او ارث نخواهند برد. این روایت به روشنی دلالت برحجب مسلمان از ارث بردن کافر از مورث کافر دارد، اما این روایت مرفوعه است و علاوه بر این، راوی آن نیز مجهول است.»

## آثار
از آثار تألیفی او کتاب النوادر، الرد علی الواقفیه و الرد علی الفطحیه معرفی شده است.

## ویرایش
1. ↑  «جعفر بن محمد بن اسحاق بن رباط بجلی کوفی». ویکی‌وحدت. دریافت‌شده در ۲۰۲۵-۰۲-۲۴.‏
2. ↑  «میراث غیر مسلمان». پرتال جامع علوم انسانی. دریافت‌شده در ۲۰۲۵-۰۲-۲۴.‏